# Lillian Russell

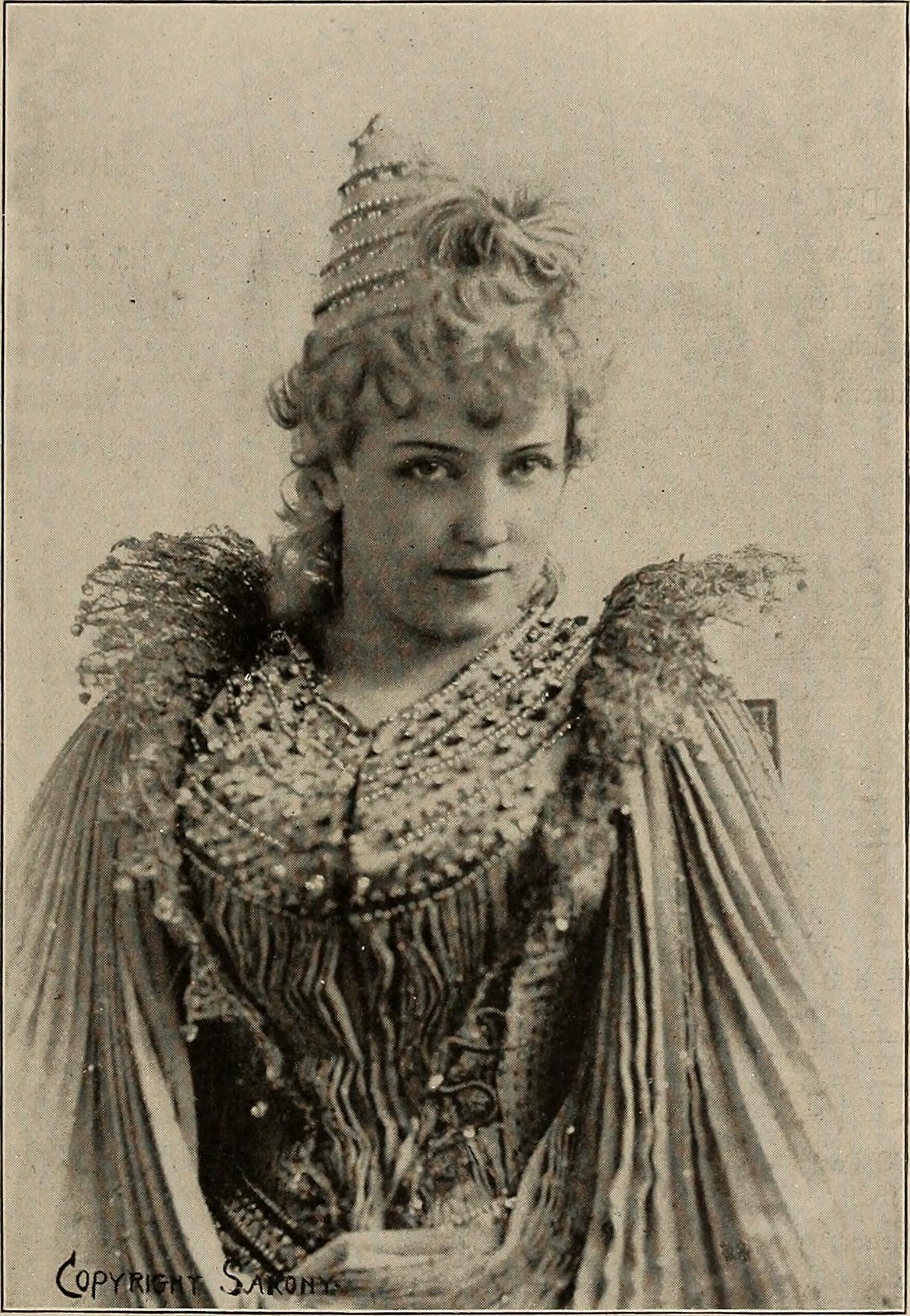
Lillian Russell,
Foto: Napoleon Sarony, 1892

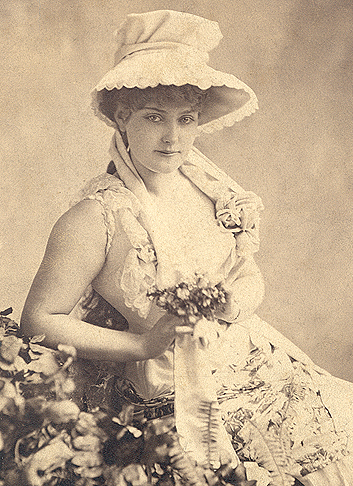
Lillian Russell, um 1890

Lillian Russell (* 4. Dezember 1861 in Clinton, Iowa als Helen Louise Leonard; † 5. Juni 1922 in Pittsburgh, Pennsylvania) war eine US-amerikanische Schauspielerin und Operettensängerin (Sopran).

## Leben
Russel wurde als Helen Louise Leonard geboren und war die Tochter des Verlegers Charles E. Leonard und dessen Frau Cynthia Leonard. Ihre Mutter engagierte sich als Frauenrechtlerin.
Bis zu ihrem fünfzehnten Lebensjahr besuchte sie das Convent of the Sacred Heart. In Chicago erhielt sie Musik- und Tanzunterricht. Nach der Scheidung ihrer Eltern im Jahr 1879 ging sie im Alter von 18 Jahren mit ihrer Mutter  ach New York, wo sie ein Mitglied des Chores der Operette H.M.S. Pinafore wurde.
1879 trat sie mit ihrem neuen Künstlernamen Lillian Russell erstmals im Theater von Tony Pastor auf, welcher damals als Förderer großer Berühmtheiten bekannt war. Ihre Auftritte wurden umjubelt, weshalb sie noch einige weitere Rollen in Pastors Opern übernahm. Im August 1898 hatte sie ein Gastspiel in Berlin.
Auch die Medien wurden schon bald auf sie aufmerksam, da sie nicht nur wegen ihrer Stimme, sondern auch für ihr Aussehen gerühmt wurde.
Zu ihren bekanntesten Rollen zählen Auftritte in Gilbert und Sullivans Patience und The Sorcerer sowie in verschiedenen Werken von Jacques Offenbach. Außerdem spielte sie in mehreren Filmen mit, unter anderem auch in einem der ersten Farbfilme, von dem heutzutage allerdings nur noch Fragmente erhalten sind.
1922 reiste sie im Auftrag des US-amerikanischen Präsidenten Warren Harding, dessen Politik sie als überzeugte Republikanerin unterstützte, nach Europa, wo sie einen Untersuchungs-Auftrag (orig.: fact-finding mission) bezüglich der Einwanderungsbedingungen erfüllte. Nach ihrer Rückkehr in die Vereinigten Staaten litt sie in Folge eines Sturzes an gesundheitlichen Beeinträchtigungen und starb am 5. Juni 1922 in ihrer Villa in Pittsburg. Sie wurde mit vollen militärischen Ehren in einem privaten Mausoleum auf dem Allegheny Cemetery bestattet.

## Privatleben
Russell war vier Mal verheiratet. Ihr zweiter Mann, der Komponist Edward Solomon, schrieb mehrere Werke für sie. Aufsehen erregte später ihre 40-jährige Beziehung zu dem Geschäftsmann James Buchanan Brady.

## Filmbiografie
1940 verfilmte Regisseur Irving Cummings ihr Leben in dem Film Lillian Russell mit Alice Faye in der Titelrolle sowie Don Ameche und Henry Fonda in weiteren Rollen. Die Rolle des James Buchanan „Diamond Jim“ Brady spielte Edward Arnold, während Leo Carrillo die Darstellung von Tony Pastor übernahm. Bei der Oscarverleihung 1941 waren Richard Day und Joseph C. Wright für den Oscar für das beste Szenenbild in einem Schwarzweißfilm nominiert.

## Filmografie
- 1911: La Tosca
- 1914: Potted Pantomimes
- 1915: Wildfire